# Río Sumapaz
El río Sumapaz se localiza en los departamentos de Cundinamarca y Tolima, Colombia. Su nombre se debe a su lugar de nacimiento en el Páramo de Sumapaz, el de mayor extensión a nivel mundial; ubicado en zona rural de Bogotá.  Es uno de los principales afluentes del río Magdalena en la parte alta de su cuenca. En el periodo español se le conocía como río Fusagasugá con 200 km de longitud, junto con sus afluentes, los ríos: Pilar, Gobernador, Bejucal, San Juan, Negro, Guavio, Batán, Juan Viejo, Corrales, Bosque, Colorado, Barroblanco, Subia o Chocho, Panche y Pagüey; todos ellos, excepto el último nacen en el Páramo de Sumapaz y de San Fortunato. El valle de Fusagasugá se destaca por su clima y los cerros que lo rodean. Allí existió la laguna de Fusagasugá de 100 km², que probablemente se desbordó por el boquerón hacía el Valle de Melgar
Recorre la localidad bogotana de Sumapaz y los municipios de Cabrera, Venecia, Pandi, Icononzo, Nilo, Melgar y Ricaurte, en estos últimos cinco sirve como límite natural entre los departamentos de Tolima y Cundinamarca.

## Aspectos Físicos y Naturales
El recorrido geográfico del río Sumapaz se puede dividir en tres zonas: nacimiento, recorrido medio, valle y desembocadura.
Su nacimiento se produce en el páramo de Sumapaz, el páramo más grande del mundo y una de las fuentes hídricas más importantes a nivel mundial, el río baña la parte sur del departamento de Cundinamarca e importantes pueblos del departamento del Tolima.
El recorrido medio del río incluye un descenso desde los 4710 m s. n. m., hasta los 289 m s. n. m., antes de llegar a un valle producido por el río desde el municipio de Melgar, hasta su desembocadura en el río Magdalena en el municipio de Ricaurte.

## Turismo
A lo largo del cauce bajo del río se encuentran los municipios de Pandi, Melgar y Ricaurte, sitios de descanso habituales para los residentes de la capital de Colombia, Bogotá, debido a su clima cálido e importante oferta turística y hotelera. En los últimos años ha crecido la oferta de deportes de aventura como el rafting en su cauce.
Muy importante atracción natural es la existencia del puente natural de Icononzo, formación geológica de gran belleza y complejidad, visitada en su momento por el naturalista alemán Alexander von Humboldt, fue en su momento considerado como una de las cien maravillas naturales del mundo.

## Futuro Proyecto Hidroeléctrico
La empresa generadora de energía ENEL COLOMBIA S. A., adelanta desde 2010 estudios de prefactibilidad y factibilidad para la construcción de ocho minicentrales hidroeléctricas en el curso de 50 kilómetros del río Sumapaz, entre la desembocadura del río San Juan y la quebrada Las Lajas, en jurisdicción de los municipios de Cabrera, Venecia y Pandi, del departamento de Cundinamarca, y el municipio de Icononzo, en Tolima.